# PGC 4
PGC 4 je spiralna galaksija v ozvezdju Pegaza. Njen navidezni sij je 16m. Od Sonca je oddaljena približno 57 milijonov parsekov, oziroma 185,91 milijonov svetlobnih let.